# Yolande Fox
Yolande Betbeze Fox (Mobile (Alabama), 29 november 1928 – Washington D.C., 22 februari 2016) was een Amerikaans model en operazangeres.

## Biografie
Betbeze werd geboren in 1928. In 1951 werd zij verkozen tot Miss America. Ze was actief als operazangeres. In de opera trad ze onder meer op op Broadway. Betbeze huwde in 1954 met Matthew M. Fox (voormalig president van Universal Pictures. Ze hadden één kind. Fox overleed in 1964. 
Ze zette zich in voor de vrouwenbeweging en voor de National Association for the Advancement of Colored People.
Betbeze overleed in 2016 op 87-jarige leeftijd aan kanker.